# 焦伟侠
焦伟侠（1957年3月—），男，山东招远人，中华人民共和国政治人物。四川大学哲学系哲学专业毕业，西南财经大学工商管理学院产业经济学专业在职研究生学历，经济学博士学位。

## 生平
1983年加入中国共产党。历任四川省经济委员会主任助理，省经济贸易委员会副主任；中共宜宾市委副书记、市长；省招商引资局局长，省经济委员会主任，省中小企业局局长，省经济和信息化委员会主任等职。2011年2月改任中共四川省达州市委书记。